# Huaceae
Huaceae A.Chev. è una famiglia di piante angiosperme dell'ordine Oxalidales.

## Tassonomia
La famiglia comprende i seguenti generi:
- Afrostyrax Perkins & Gilg (3 specie)
- Hua Pierre ex De Wild. (1 sp.)